# Бород
Бород (нем. Borod) — община в Германии, в земле Рейнланд-Пфальц. 
Входит в состав района Вестервальд. Подчиняется управлению Хахенбург.  Население составляет 519 жителей (на 31 марта 2020 года). Занимает площадь 3,14 км².